# Saranda
Saranda (albansko Sarandë izgovorjava [saˈɾa:ndə]; grško Άγιοι Σαράντα, latinizirano: Agioi Saranda; italijansko Santiquaranta) je mesto v Republiki Albaniji in sedež občine Saranda. Geografsko je mesto ob odprtem morskem zalivu Jonskega morja v Sredozemskem morju. Saranda, ki se razteza vzdolž albanske obale Jonskega morja, ima sredozemsko podnebje z več kot 300 sončnimi dnevi na leto.
Saranda je znana po svojih modrih globokih vodah Sredozemlja. V bližini mesta so ostanki starodavnega mesta Butrint, ki je Unescova svetovna dediščina. V zadnjih letih se v Sarandi vztrajno povečuje število turistov, veliko jih prihaja s križarkami. Obiskovalce privlači naravno okolje in arheološka najdišča. Saranda je naseljena z večino etničnih Albancev, ima pa tudi manjšinsko grško skupnost in kot taka velja za eno od dveh središč grške manjšine v Albaniji.

## Etimologija
Saranda je iz imena bizantinskega samostana Agioi Saranda (grško Άγιοι Σαράντα), kar pomeni »štirideset svetnikov«, v čast štiridesetim mučencem iz Sebaste. Pod osmansko oblastjo je mesto v turškem jeziku postalo znano kot Aya Sarandi in nato Sarandoz. Zaradi beneškega vpliva v regiji se je na zahodnih zemljevidih pogosto pojavljal pod svojim italijanskim imenom Santi Quaranta. Ta uporaba se je nadaljevala tudi po ustanovitvi Kneževine Albanije zaradi prve italijanske okupacije regije. Med italijansko okupacijo Albanije v drugi svetovni vojni je Benito Mussolini v čast svoji najstarejši hčerki spremenil ime v Porto Edda. Po obnovitvi albanske neodvisnosti je mesto dobilo albansko ime Saranda.

## Zgodovina

### Zgodnja zgodovina
Zaradi arhaičnih značilnosti, ki jih najdemo v starogrškem imenu mesta: Onhesmus (starogrško Ὄγχεσμος), in toponimov okolice se zdi, da je bilo najdišče del protogrškega območja poznega 3. zgodnjega 2. tisočletja pr. n. št. V Sarandi so bila odkrita orodja iz bronaste dobe, značilna za mikensko Grčijo, datirana v ok. 1400–1100 pr. n. št. V antiki je bilo mesto znano pod imenom Onhesmus ali Onhesmos in je bilo pristaniško mesto Haonije v antičnem Epiru, nasproti severozahodne točke Korkire in naslednje pristanišče na obali južno od Panormusa. Naselilo ga je grško govoreče pleme Haonov. Onhesmos je cvetel kot pristanišče haonske prestolnice Fenike (današnji Finiq). Zdi se, da je bil v času Cicerona pomemben kraj in eno od običajnih izhodišč iz Epira v Italijo, saj je Ciceron ugoden veter za ta prehod imenoval Onhesmites. Po Dioniziju iz Halikarnasa je bilo pravo ime kraja pristanišče Anhises (Ἀγχίσου λιμήν), poimenovano po Anhizu, Enejevem očetu; in verjetno je prav zaradi tega izročila ime Onhesmus pod Bizantinskim cesarstvom prevzelo obliko Anhiasmus ali Anhiasmos (grško: Αγχιασμός).
Saranda, takrat pod imenom Onhesmos, velja za mesto prve albanske sinagoge, ki je bila zgrajena v 4. ali 5. stoletju. Domneva se, da so jo zgradili potomci Judov, ki so prispeli na južne obale Albanije okoli leta 70. Onhesmoško sinagogo je v 6. stoletju nadomestila cerkev.
Mesto so verjetno napadli Ostrogoti leta 551, medtem ko je v tem obdobju postalo tudi tarča piratskih napadov gotskih ladij. Iz srednjeveške kronike iz leta 1191 se zdi, da je naselje zapuščeno, njegovo prejšnje ime (Anhiasmos) pa ni več omenjeno. Po tem letu si je toponim izposodil ime bližnje pravoslavne bazilike Agioi Saranta, postavljene v 6. stoletju, ok. 1 km jugovzhodno od sodobnega mesta.

### Sodobnost
V začetku 19. stoletja v času vladavine Ali paše je britanski diplomat William Martin Leake poročal, da je poleg pristanišča obstajalo majhno naselje z imenom Skala ali Skaloma. Po osmanski upravni reformi leta 1867 je bil znotraj kaze (okrožja) Delvinë ustanovljen müdürluk (neodvisna enota) Saranda, ki ni vključeval nobene druge vasi. V poznem osmanskem obdobju do balkanskih vojn (1912–1913) je Sarando predstavljalo le pristanišče, ki je bilo preprosta trgovska postaja brez stalnih prebivalcev ali kakršne koli institucionalne skupnostne organizacije. Ustanovitev Sarandskega müdürluka je bila povezana z željo osmanskih oblasti po nadgradnji pristanišča in zmanjšanju gospodarske odvisnosti območja od Janine in Preveze. Leta 1878 je izbruhnil grški upor, v katerem so revolucionarji prevzeli nadzor nad Sarando in Delvino. Tega so zatrle osmanske čete, ki so požgale dvajset vasi v regiji. Ena najstarejših fotografij Sarande je iz 3. marca 1913 in prikazuje grške vojake na glavni ulici med drugo balkansko vojno. Saranda je bila glavno središče kratkotrajne Avtonomne republike Severni Epir.
Med balkanskima vojnama so mesto zasedle grške čete. Kasneje, 17. decembra 1913, je bilo mesto v skladu s Firenškim protokolom vključeno v novonastalo albansko državo. Odločitev je lokalno grško prebivalstvo zavrnilo in ko se je grška vojska umaknila na novo mejo, je bila ustanovljena Avtonomna republika Severni Epir. Maja 1914 so se v Sarandi začela pogajanja med predstavniki začasne vlade Severnega Epira in Albanije, ki so se nadaljevala na bližnjem Krfu in končala s priznanjem avtonomije Severnega Epira znotraj novoustanovljene albanske države.
Nato je mesto med letoma 1916 in 1920 kot del italijanskega protektorata v južni Albaniji zasedla Italija. V medvojnem obdobju 1926–1939 je Italija financirala obsežne izboljšave pristanišča. Majhen romunski inštitut je bil ustanovljen leta 1938. Mesto Saranda so ponovno zasedle italijanske sile leta 1939 in je bilo strateško pristanišče med italijansko invazijo na Grčijo. Med to okupacijo se je imenovala "Porto Edda" v čast najstarejše hčerke Benita Mussolinija.
Med grško-italijansko vojno je mesto 6. decembra 1940 prešlo pod nadzor grških sil. Zavzetje tega strateškega pristanišča je še pospešilo grški prodor proti severu. Po nemški invaziji na Grčijo aprila 1941 se je mesto vrnilo pod italijanski nadzor. 9. oktobra 1944 je mesto zavzela skupina britanskih komandosov pod vodstvom brigadirja Toma Churchilla in lokalnih partizanov LANÇ pod vodstvom Islama Radovicke. LANÇ je na dejanja britanskih čet gledal s sumom, saj so sumili, da bodo Britanci zasedli mesto, da bi ga uporabili kot oporišče in nudili pomoč svojim zaveznikom v grškem odporu na tem območju, saj britanski dokumenti kažejo, da so se operaciji pridružile tudi sile EDES. Vendar so se britanske enote kmalu umaknile iz regije in regijo prepustile albanskim komunističnim silam.
Kot del politike Ljudske republike Albanije (1945–1991) so bili na območje naseljeni številni muslimanski Albanci iz severne Albanije in lokalni kristjani niso bili več edina skupnost v Sarandi. V tem obdobju je bila kot posledica ateistične kampanje, ki jo je sprožila država, porušena cerkev svetega Spiridona v mestnem pristanišču. Po obnovi demokracije v Albaniji (1991) so na mestu cerkve postavili majhno svetišče.
Leta 1992 so bile ob stopnjevanju nasilja nad etničnimi grškimi skupnostmi v južni Albaniji grške trgovine v mestu požgane in uničen sedež organizacije Omonoia (slednja je bila politična stranka Grkov v državi).
Med albansko državljansko vojno leta 1997 so enote, ki jih je sestavljala lokalna grška manjšina, uspele doseči prvi vojaški uspeh za opozicijo z zajetjem vladnega tanka.

## Geografija
Saranda, ki je del albanske riviere, leži v zalivu Saranda v obliki loka med gorovjema Gormarti in Berdeneshi ter albansko obalo Jonskega morja v jugozahodni Albaniji. Občina Saranda je vključena v okrožje Vlora kot del južne regije Albanije in je sestavljena iz sosednjih upravnih enot Ksamil in Saranda. Njegova skupna površina je 58,96 km2.
Po Köppnovi podnebni klasifikaciji ima Saranda vroče poletno sredozemsko podnebje (Csa).

## Gospodarstvo
Zaradi lege ob obali in sredozemskega podnebja je Saranda po padcu komunizma v Albaniji postala pomembna turistična atrakcija. Mesto in preostali del albanske riviere naj bi po poročanju The Guardiana »postali novi neodkriti biser prenaseljenega Sredozemlja«. Turizem je tako glavni gospodarski vir, medtem ko drugi viri vključujejo storitve, ribištvo in gradnje. Stopnja brezposelnosti po popisu prebivalstva iz leta 2008 je bila 8,32 %. Domneva se, da družinski turizem in sezonsko delo v poletnem obdobju pripomoreta k zmanjševanju realne stopnje brezposelnosti. V zadnjem času je mesto doživelo nenadzorovan razmah gradenj, ki bi lahko oviral prihodnji turistični potencial mesta. Od leta 2012 se pristanišče Saranda širi za sprejem ladij za križarjenje na svojem terminalu.

### Turizem
Turizem je glavno gonilo gospodarstva Sarande. Je pomembna turistična destinacija na Jonskem morju in daleč ena izmed najbolj priljubljenih destinacij v Albaniji.
Regija je uspešna z raznolikimi zanimivostmi, rastlinstvom in gorami, rekami in jezeri, izviri in deviškimi plažami, nasadi citrusov, oljčnimi nasadi in vinogradi, pašniki in gozdovi, ribogojstvom in školjkami, zaželenimi lovišči. Skratka, pravi kraj za razvoj turizma. Kamnite plaže Saranda so precej spodobne in v mestu in okolici je veliko znamenitosti, vključno z očarljivim starodavnim arheološkim najdiščem Butrint in hipnotičnim izvirom Blue Eye. Med Sarandom in Butrintom so čudovite plaže in otočki Ksamil kot nalašč za kopanje po dnevu raziskovanja.
- Izvir Blue Eye
- Pogled na mesto in pristanišče Sarandë
- Promenada s plažo

## Demografija
V poznem osmanskem obdobju do balkanskih vojn (1912–1913) je bilo mesto Saranda sestavljeno le iz pristanišča in je bila brez stalnih prebivalcev. Leta 1912, takoj po albanski razglasitvi neodvisnosti, je naselje imelo le 110 prebivalcev. Po popisu leta 1927 je imela 810 prebivalcev, vendar še ni bilo mesto. V 1930-ih se je hitro demografsko razvilo in v tem obdobju so bile zgrajene prve javne stavbe in ceste. Leta 1957 je imelo mesto 8700 prebivalcev in je postalo središče okrožja. Prebivalstvo Sarande je bilo izključno krščansko. Muslimanska skupnost je bila naseljena v mestu kot del politike preseljevanja v času Ljudske republike Albanije (1945–1991). Skupnega prebivalstva je 20.227 (popis 2011), na skupni površini 70,13 km2. Prebivalstvo nekdanje občine po popisu 2011 je bilo 17.233, medtem ko je po podatkih civilnih uradov prebivalcev 41.173 (ocena 2013).
Po raziskavi Albanskega helsinškega odbora je leta 1990 mesto štelo 17.000 prebivalcev, od tega jih je 7500 pripadalo grški manjšini. Pripadnikom grške manjšine v mestu so bile pred razpadom socialističnega režima (1991) odvzete manjšinske pravice, saj Saranda ni spadala med "manjšinska območja". V terenskem delu, ki ga je leta 1992 na tem območju opravil grški učenjak Leonidas Kalivretakis, je ugotovil, da mešano etnično-jezikovno sestavo Sarande (skupno prebivalstvo leta 1992: 17.555) sestavlja 8055 muslimanskih Albancev, 6500 Grkov in 3000 pravoslavnih Albancev. Statistični podatki iste študije so pokazali, da je občina Saranda, vključno z okoliškimi vasmi, imela prebivalstvo, sestavljeno iz 43 % albanskih muslimanov, 14 % albanskih kristjanov, 41 % grških kristjanov in 2 % vlaških kristjanov. V začetku 1990-ih je lokalno pravoslavno albansko prebivalstvo večinoma volilo politične stranke grške manjšine s sedežem na območju Sarande.
Saranda velja za eno od dveh središč grške manjšine v Albaniji, Gjirokastra pa je drugo. Po mnenju predstavnikov grške manjšine 42 % mestnega prebivalstva pripada lokalni grški skupnosti. Od 1990-ih se je prebivalstvo Sarande skoraj podvojilo. Po uradni oceni leta 2013 je v mestu 41.173 prebivalcev. Glede na raziskavo, ki jo je izvedel Albanski odbor iz Helsinkov, je leta 2001 štelo albansko prebivalstvo okoli 26.500, medtem ko so Grki ostali s približno 3400 poleg majhnega števila Vlahov in Romov. Po podatkih Albanskega helsinškega odbora je mesto od leta 1991 do 2001 izgubilo več kot polovico etničnih Grkov zaradi močnega izseljevanja v Grčijo. Po uradnih ocenah iz leta 2014 je pripadnikov grške skupnosti v nekdanji občini 7920, če ne štejemo tistih, ki živijo v širši sedanji občini (od tega še 4207 v Ksamilu). Od leta 2014 je v občini Saranda obstajalo sedem šol/razredov v grščini, ki jih je obiskovalo skupno 359 učencev. Druge manjšine so Vlahi, Romi in Aškali.

## Pobratena mesta
Mesto Saranda je pobrateno z:
- Krf, Grčija (2001)
- Đakovica, Kosovo (2013)
- Larnaka, Ciper (1994)
- Otranto, Italija (2012)
- Riccione, Italija (1992)
- Stavroupoli, Grčija
- Suva Reka, Kosovo (2012)